# Diomedes Menor

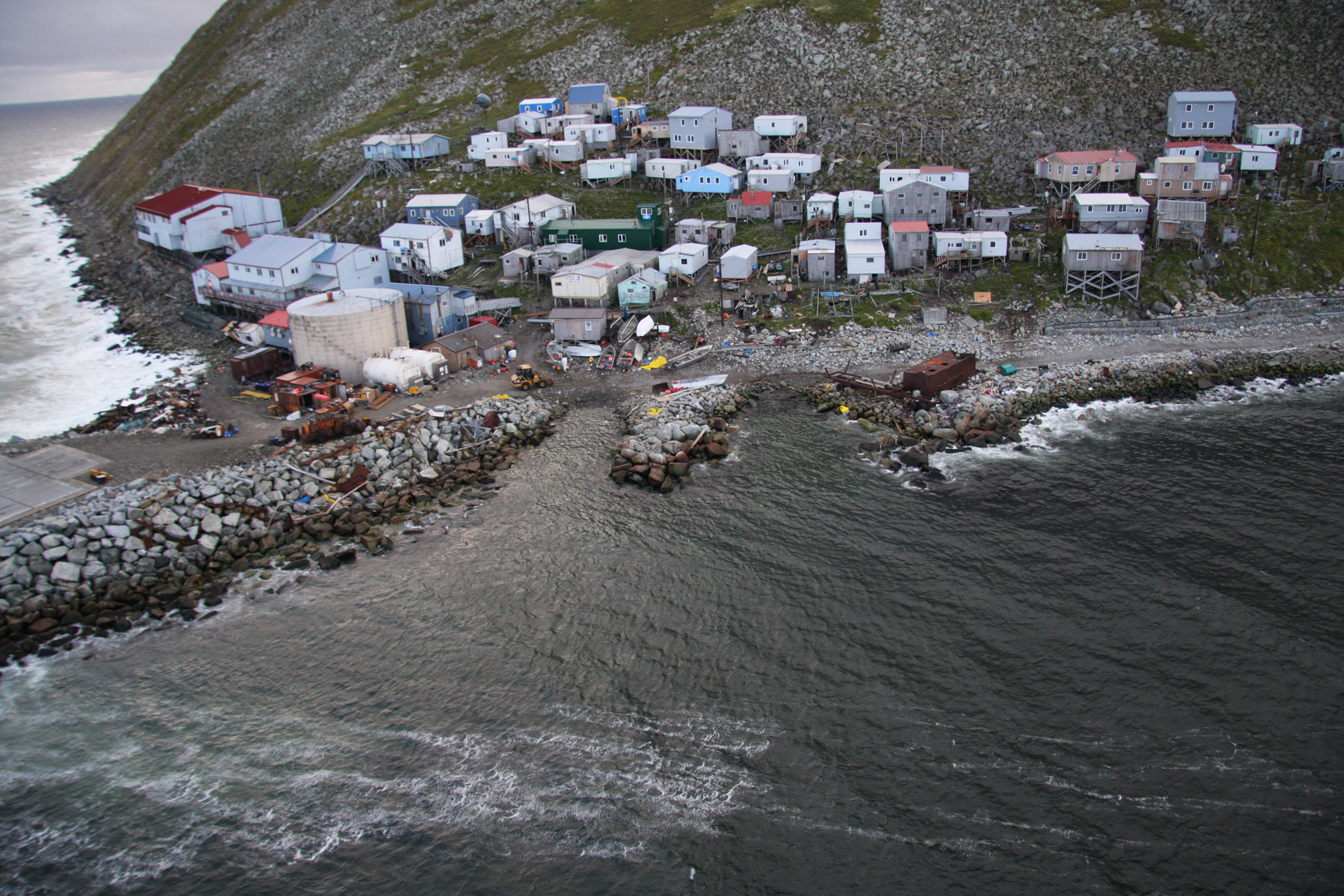
Vilarejo nativo local.

A Diomedes Menor é a menor das Ilhas Diomedes, e pertence aos Estados Unidos da América. A sua única povoação é de cerca de 140 habitantes, localizada na Cidade de Diomede.
Sua área é de 7,3 km² e está à 4 km da ilha de Ratmanov (ou Diomedes Maior), que pertence à Rússia.